# Barbarisme
Un barbarisme est un mot, une expression ou une prononciation non standards dans une langue, en particulier considérés comme une erreur de morphologie, tandis qu'un solécisme est une erreur de syntaxe. Il peut consister à importer dans une langue donnée des formes qui sont usuelles dans une langue étrangère (si tel n'est pas le cas, on pourra parler de cacographie ou d'hypercorrection).
Ce mot s'emploie surtout pour les fautes de traduction dans les langues anciennes (latin, grec, hébreu, arabe classique).

## Étymologie et utilisation du terme
Du latin barbarismus (« expression vicieuse »), provenant du grec ancien βαρβαρισμός (barbarismós), un dérivé de βάρβαρος (bárbaros), par extension « mot d'origine étrangère », parce que les étrangers avaient tendance à importer dans les langues latines et grecques les règles de morphologies, souvent d'orthographe et/ou de prononciation, mais aussi de flexion, ou de dérivation, de leurs propres langues.
Sans signification technique acceptée en linguistique moderne, le terme est peu utilisé par les scientifiques descriptifs contemporains[réf. incomplète].

## Formes de barbarismes
Il existe plusieurs formes de barbarismes. 
D'un point de vue du respect de la norme d'une langue, un barbarisme est un mot qui n'existe pas sous l'aspect rencontré dans une langue donnée et un temps précis. Ainsi, « je veux que tu *voyes » pour « je veux que tu voies » est un barbarisme. Un barbarisme est aussi un mot composé de plusieurs racines d'origine étrangère, par exemple monopersonnel.

## Faute involontaire, lexicale ou morphologique
Le barbarisme est une erreur lexicale (exemple : brave donne bravoure et non *bravitude) ou morphologique (en latin, nix, niv-is « neige » a pour génitif pluriel niv-ium et non *niv-um, en français mourir a pour futur mourrai et non *mourirai), alors que le solécisme est une faute grammaticale (syntaxique). 
Le barbarisme est également une faute involontaire, par opposition au néologisme qui, lui, est volontaire (ex. : confusant, bigamie, télévision). Il peut être dû à une analogie avec d'autres termes ou formes similaires (nous disons, donc vous *disez) et relève ainsi d'une forme d'hypercorrection (barbarismes enfantins ou de locuteurs étrangers notamment).
Une forme erronée fondée sur une analogie avec une langue étrangère est un barbarisme (fondé sur une mauvaise transposition), si elle n'est pas un pur et simple emprunt.
Il ne faut pas non plus confondre le barbarisme avec l'abus de langage (impropriété, emploi d'un mot pour un autre).

## Exemples

### Emploi d’un mot, inexistant, au lieu d’un autre
- antidiluvien au lieu de antédiluvien

- arborigène au lieu de aborigène

- aréoport, pour aéroport
- aéropage, pour aréopage
- astérique ou astérix, au lieu d'astérisque
- carapaçonner au lieu de caparaçonner
- chamoine au lieu de chanoine
- coutumace au lieu de contumace
- dilemne, au lieu de dilemme
- fromenter au lieu de fomenter
- hynoptiser, au lieu de hypnotiser
- frustre, qui provient d'une confusion de fruste et de rustre
- infractus au lieu d'infarctus
- intrasèque : déformation de intrinsèque
- infinidécimal, au lieu de infinitésimal
- mémotechnique, au lieu de mnémotechnique
- nominer, au lieu de nommer (fautif selon l’Académie française[5] et Larousse[6], mais reconnu par Robert[7] et le CNRTL[8]).
- pantomine au lieu de pantomime
- potalouche au lieu de polatouche
- omnibuler ou omnibuller ou obnibuler, au lieu de obnubiler
- opprobe au lieu de opprobre
- rénumérer, au lieu de rémunérer (confusion étymologique)
- candidater (selon l’Académie française[9], mais reconnu comme correct par Larousse[10] et Robert[11]).
- kilog, au lieu de kilo[12]

### Locutions fautives
- comme même, au lieu de quand même.
- sauf à, au lieu de à moins que ou sauf si (selon l’Académie française). En revanche, dans le sens de quitte à, cette locution prépositive non seulement est correcte, mais appartient au langage recherché.

#### Barbarismes enfantins
- crocrodile ou cocodrile : versions enfantines de crocodile
- disonaure : version enfantine de dinosaure
- hynoptiser, version enfantine d’hypnotiser
- croivent, dans ils croivent, au lieu de ils croient
- pestacle : version enfantine de spectacle
- je créée, tu créées, il créée, au lieu de je crée, tu crées, il crée
- je m'ai : au lieu de je me suis
- vous faisez : au lieu de vous faites
- vous disez : au lieu de vous dites

#### Barbarismes québécois et acadiens
- s'assir, au lieu de s'asseoir.
- ils sontaient : au lieu de ils étaient